# Römische Straßenstation (Friesenheim)
Die Römische Straßenstation ist eine Ausgrabungsstätte im Gewann „Bannstude“ der Gemeinde Friesenheim (Baden) im Ortenaukreis in Baden-Württemberg. Zu sehen ist die Rekonstruktionen eines Teilstücks der Römerstraße von Basel nach Heidelberg (rechte Rheintalstrecke), eines Knüppeldamms und eines kleinen, der Diana geweihten, Antentempelchens, des Weiteren sind die Grundmauern der Station (mit kleinem Badehaus und Brunnen) und die Anlage von Wirtschaftsgebäuden sichtbar. Aufgestellte Tafeln erläutern die Anlage.

## Anlage

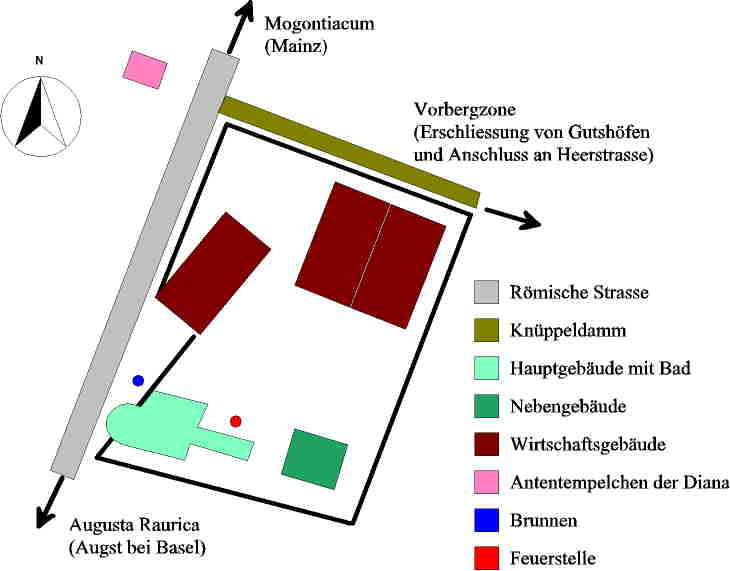
Prinzipskizze der Straßenstation

Die römische Straßenstation wurde von einer Palisade umfasst, das Badehaus konnte von der Straßenseite her direkt betreten werden, gleichfalls außerhalb der Umfriedung befand sich ein Brunnen. Auf der Höhe der Abzweigung des Knüppeldamms befand sich etwas abgerückt auf der westlichen Straßenseite der Antentempel der Diana. Innerhalb der Umfriedung befanden sich Haupt- und Nebengebäude, sowie die Stallungen und andere Wirtschaftsgebäude aus Fachwerk (sie konnten durch die Pfostenlöcher nachgewiesen werden). Der nach Osten führende Knüppeldamm, bog kurz nach der Anlage nach Süden ab, sein weiterer Verlauf ist unbekannt. Es kann davon ausgegangen werden, dass er anliegende Gutshöfe (Villa Rustica) erschloss. Auch eine Verbindung zur zweiten in der Vorbergzone verlaufenden Römerstraße ist wahrscheinlich. Die Straßenstation bestand vermutlich von der 2. Hälfte des 1. Jahrhunderts bis zum Ende des 3. Jahrhunderts n. Chr.

## Ausgrabung
Entdeckt wurde die Straßenstation 1970 aus einem vorbeifahrenden Zug der direkt neben der Anlage liegenden Rheintalbahn. Die Ausgrabung erfolgte 1973 bis 1977 unter der Leitung von
Dr. W. Struck, sodann konserviert unter der Leitung von J. Naudascher. Südlich der Anlage in einer Entfernung von etwa 400 Metern wurden weitere römische Spuren gesichert. Nördlich und zwischen den römischen Gebäuderesten wurden Spuren einer späthallstattlichen Siedlung gefunden. Südlich der Anlage gab es keltische und jungsteinzeitliche Reste.
Gefunden wurden neben den Gebäuderesten Scherben, verschiedene Werkzeuge unter anderem zum Dengeln, ein Silberdenar mit dem Bild der Julia Domna, sowie Pfeilspitzen, Klingen und Steinbeilreste aus der Jungsteinzeit.

## Rekonstruktion
Von der Gemeinde Friesenheim wurde im Auftrag des Landesdenkmalamts eine Informationstafel
mit Rekonstruktionszeichnung von Carl Helmut Steckner aufgestellt.

## Bilder

Galeriebilder
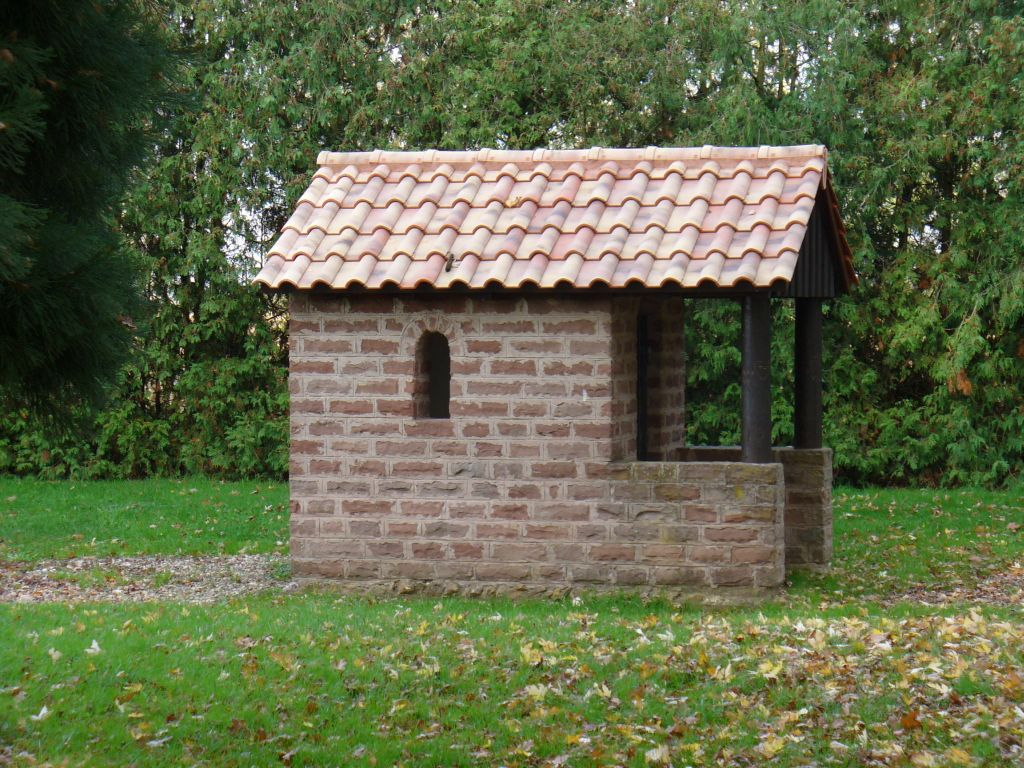
Rekonstruiertes Antentempelchen der Diana
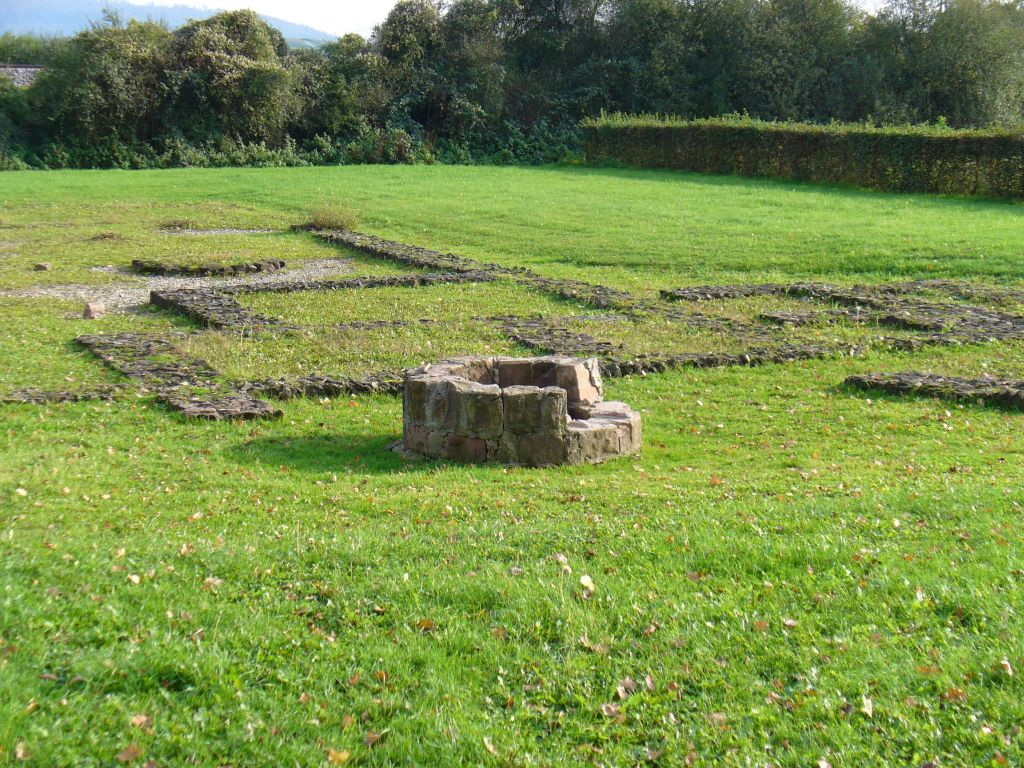
Fundamentreste der Wohngebäude mit Brunnen
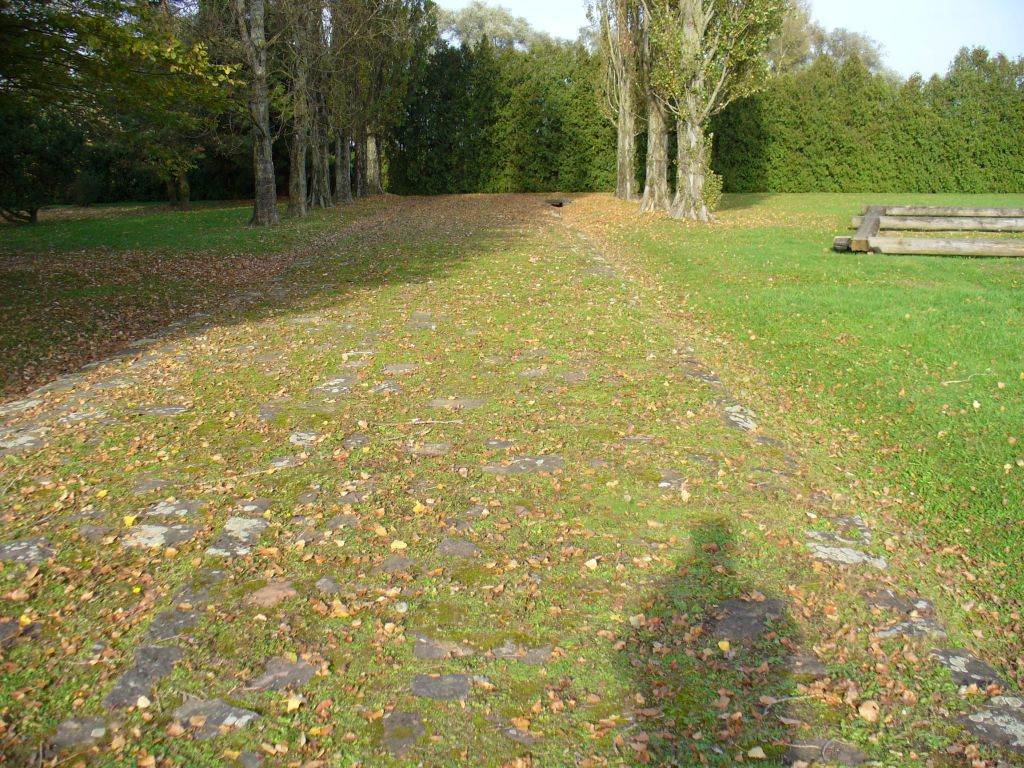
Rekonstruierter Straßenverlauf

## Denkmalschutz
Das Bodendenkmal „Römische Straßenstation Friesenheim“ ist geschützt als eingetragenes Kulturdenkmal im Sinne des Denkmalschutzgesetzes des Landes Baden-Württemberg (DSchG). Nachforschungen und gezieltes Sammeln von Funden sind genehmigungspflichtig, Zufallsfunde an die Denkmalbehörden zu melden.